# Piaskowiec cergowski
Piaskowiec cergowski – piaskowiec (waka lityczna, rzadko arenit lityczny) występujący w jednostkach dukielskiej i śląskiej Karpat Zewnętrznych. Wiek piaskowca cergowskiego to dolny oligocen. Nazwa pochodzi od góry Cergowa w Beskidzie Niskim (na południowy wschód od Dukli), którą m.in. buduje.
Piaskowiec cergowski odsłania się pasem na długości 75 km w Polsce, w województwie podkarpackim. Wydobywany jest w kamieniołomie Komańcza-Jawornik w powiecie sanockim, w gminie Komańcza (od tego miejsca wydobycia nazywany także piaskowcem Komańcza); w Lipowicy w powiecie krośnieńskim, w gminie Dukla oraz w innych miejscach.

## Geneza
Złoże piaskowców cergowskich to zdiagenezowany podmorski stożek napływowy, który znajdował się w istniejącym od kredy basenie dukielskim. Powstał w środowisku o ograniczonej zawartości tlenu.

## Skład mineralogiczny
W skład piaskowca cergowskiego wchodzą:
- kwarc 23–40%
- okruchy innych skał 24,8–58,4%
- łyszczyki (głównie muskowit) <11%
- skalenie <10%
- sporadycznie także minerały ciężkie, glaukonit, wapienne szczątki organiczne, piryt i inne

Spoiwo dolomitowo-wapnisto-ilaste.

## Cechy fizyczne
Piaskowiec cergowski jest barwy popielatej z odcieniem niebieskim. Jest jednym z najbardziej wartościowych przemysłowo piaskowców karpackich.
- Gęstość 2,52 g/cm³
- Nasiąkliwość 0,59%
- Wytrzymałość na ściskanie 156,2–174,7 MPa
- Ścieralność na tarczy Boehmego 0,26 cm
- Mrozoodporność całkowita

## Historia
Kamieniołom w Komańczy otwarto w 1870. Został zamknięty na przełomie lat 80. i 90. XX w. i ponownie otwarty w 2010.
Kamieniołom Lipowica był eksploatowany od lat 40. XX w. do 1979. Od 1979 skała pozyskiwana jest z kamieniołomu Lipowica II.

## Zastosowanie
Piaskowiec cergowski stosuje się w budownictwie oraz w drogownictwie jako kruszywo.

### Przykłady zastosowania
Wybrane budowle, w których wykorzystany był piaskowiec cergowski:
- osiedle Bliska Wola w Warszawie – elewacja
- MOSiR w Jaśle
- kościół Świętego Krzyża w Rzeszowie – deptak przed wejściem głównym
- stadion MOSiR Krosno - nawierzchnia toru żużlowego[1]